# Phthiria minuta
Phthiria minuta är en tvåvingeart som först beskrevs av Fabricius 1805.  Phthiria minuta ingår i släktet Phthiria och familjen svävflugor. Inga underarter finns listade i Catalogue of Life.